# Nectarinia oustaleti
Nectarinia oustaleti é uma espécie de ave da família Nectariniidae.
Pode ser encontrada nos seguintes países: Angola, Malawi, Tanzânia e Zâmbia.